# Кулевчинское сражение
Кулевчинское сражение — битва между российскими и турецкими войсками в ходе русско-турецкой войны 1828—1829 годов, произошедшая 30 мая (11 июня) 1829 года близ села Кюлевча (Кулевча) в восточной Болгарии.

## Ход сражения
Главнокомандующим российской армии в кампании 1829 года на дунайском направлении был генерал от инфантерии Иван Дибич.

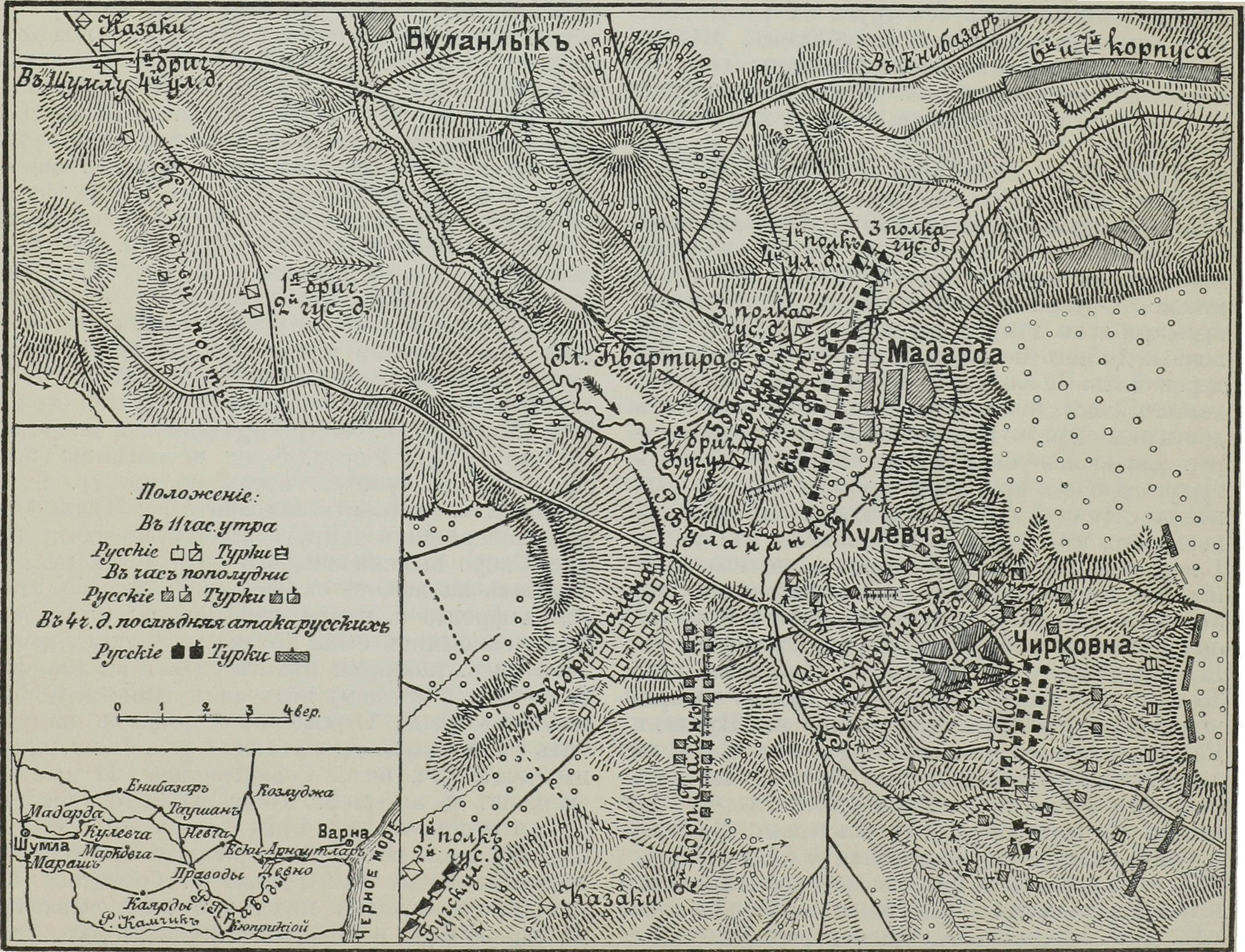
Схема сражения у Кулевчи

Российская армия, численностью 125 тысяч человек и 450 орудий осадила занятую турецкими войсками крепость Шумен, в то время сильнейшую крепость Оттоманской империи. Турки называли её «гроб неверных».
Утром следующего дня (11 июня) российский отряд атаковал турок и захватил высоты села Кулевча, но под натиском численно превосходящих сил противника вынужден был отступить. Но артиллерия и штыковые атаки русской армии вынудили противника остановить наступление. Вечером того же дня генерал Иван Дибич заменил изнурённые полки 1-й линии на свежие. Началась общая атака на турецкие позиции, к тому времени устроившиеся на высотах.
При поддержке артиллерии русская армия обратила в бегство врага. Но Решид Мехмед-паша — великий визирь Оттоманской империи, идущий с войсками из крепости Провадия, сумел прорваться с остатками войск в крепость, сняв с береговой линии и горных перевалов все войска (12 полков и др.) для усиления гарнизона крепости Шумен.
Турецкие войска были блокированы в Шумле, генерал Дибич ушёл с войсками за Балканские перевалы к Адрианополю.

## Итог
Победа в Кулевчинском сражении дала русской армии проход через Балканский хребет к Адрианополю. Турецкая армия потеряла 5 тысяч человек убитыми, более 2 тысяч пленными, всю артиллерию и всё продовольствие. Русская армия лишилась 2300 человек убитыми и ранеными.
После заключения Адрианопольского договора русские войска вернулись в Россию. С ними ушли и тысячи болгар, в основном крестьяне, опасаясь турецких репрессий. Вся деревня Кулевча была упразднена и переселенцы основали новое село в Одесской области, которое и сейчас называется Кулевча. В нём проживают и сейчас около 5000 болгар, наследников выходцев из Болгарии. В болгарском селе Кюлевча Шуменской области, там, где состоялась историческая битва, есть и сейчас два памятника в честь павших за свободу Болгарии в 1828 году.